# 老人與海 (歌曲)
老人與海（日语： Roujin To Umi */?）是日本的日系搖滾樂團Yorushika的歌曲。最早於2021年8月18日由日本環球音樂發行公布於各大平台上。

## 概述
- 此為Yorushika的第七個配信作品[3][4]。
- 與前一首歌曲「又三郎」手法相同，同樣以文學作品為題材創作。此曲以海明威小說名稱「老人與海」作為母題。
- 此曲也作為STAFF START（日语：バニッシュ・スタンダード）公司的電視廣告歌曲[5]。

## 收錄
| 音樂配信 | 音樂配信 | 音樂配信 | 音樂配信 |
| 曲序     | 曲目     | 词曲     | 时长     |
| -------- | -------- | -------- | -------- |
| 1.       | 老人與海 | n-buna   | 4:15     |
| 总时长： | 总时长： | 总时长： | 4:15     |